# Château d'Ogmore
Le château d'Ogmore est un château construit en 1116 par les Normands et placé sous le contrôle de Guillaume de Londres, compagnon de Robert FitzHamon, conquérant du Glamorgan. Il constitue un des éléments de défense de l'Angleterre contre les Gallois. Il est situé près du village d'Ogmore-by-Sea, au sud de Bridgend (pays de Galles).
Y Ladi Wen (Dame Blanche du pays de Galles) hanterait le château, protégeant son trésor enterré